# Jiří Havel (básník)
Jiří Havel (27. července 1924 Pěnčín u Jablonce nad Nisou – 18. září 2016) byl český básník a spisovatel, autor literatury pro děti a mládež.

## Život
Za druhé světové války byl nuceně nasazen a pak vykonával různé profese. Nakonec zvítězila literatura. I když nejprve napsal pět básnických sbírek pro dospělé, věnoval se hlavně tvorbě pro děti. Proto zakotvil jako redaktor v časopisu Pionýr. Později se vypracoval až na jeho šéfredaktora, v té době v něm mohl publikovat i Jaroslav Foglar.
V roce 1971 byl vyloučen ze Svazu spisovatelů a dál tak mohl tvořit jedině pod pseudonymem.
Tak vydal i v nakladatelství Kruh knihu Člověče, nemrač se, spojující říkadla a básničky se slovními hříčkami.
V roce 1976 vyšel v časopisu Ohníček první z příběhů o psu Barbánkovi, který si získal obrovskou popularitu a vycházel pak pravidelně až do roku 1990. Znovu se pak vrátil v roce 2004 a definitivně se odmlčel až v roce 2009, po smrti ilustrátorky Věry Faltové. Barbánek vyšel i v několika knižních svazcích, kterých se do roku 2014 prodalo na půl milionu výtisků.
Pozoruhodným dílem je i jeho básnický triptych Veselé noty, Malovaný svět a Než zazvoní potřetí, ve kterém s ilustracemi Karla Franty seznamuje děti s uměleckými druhy: hudbou, výtvarným uměním a divadlem. Právě tuto trilogii považoval spolu s knížkou Člověče, nemrač se za své nejvýznamnější.
Havel spolupracoval také s redakcemi časopisů Sluníčko a Mateřídouška. Byl i spoluautorem koncepce čítanek pro základní školy.
Zemřel v září 2016, ještě krátce před tím ale odevzdal do nakladatelství své dvě poslední knihy.
Jeho dcera Lenka Vichnarová je novinářka a spisovatelka.

## Ocenění
Ke svým 80. narozeninám byl v roce 2004 vyznamenán Zlatou stuhou České sekce IBBY.
V roce 2007 získal hlavní cenu Albatrosu za knihu Kdo má smysl pro nesmysl a o rok později Cenu učitelů za přínos k rozvoji českého čtenářství.